# Comuna Velîki Țepțevîci, Volodîmîreț
Velîki Țepțevîci (în ucraineană Великі Цепцевичі) este o comună în raionul Volodîmîreț, regiunea Rivne, Ucraina, formată din satele Netreba și Velîki Țepțevîci (reședința).

## Demografie
Componența lingvistică a comunei Velîki Țepțevîci
     Ucraineană (98,95%)
     Alte limbi (1%)
Conform recensământului din 2001, majoritatea populației comunei Velîki Țepțevîci era vorbitoare de ucraineană (98,95%), existând în minoritate și vorbitori de alte limbi.